# 珈琲倶楽部 (新潟県の企業)
珈琲倶楽部（コーヒークラブ）は、新潟県新潟市を中心に展開するコーヒーチェーン店。同名の喫茶店は日本国内に多数あるが、ここでは新潟市を中心に展開するコーヒーチェーン店について記載する。

## 概要
新潟市内に直営店5店、新潟市を中心に、宮城県・大阪府を含めてフランチャイズチェーン店を21店舗展開している。
2020年12月まで公式のホームページを持っていなかったため、以前は、チェーン展開されているが全容が把握できない謎のチェーン店として知られていた。
新潟市内の地域情報サイト「にいがた通信」のツイッターにおいては、地域内での立ち位置は「やきとり大吉」的イメージである、と表現されている。

## 歴史
創業者の加藤広安はUCC上島珈琲などで営業を担当し、55歳で定年退職後、嘱託としてコーヒー豆を焙煎し各店舗に出荷する新潟工場で工場長を務め、工場を退職後の1991年（平成3年）、新潟市内にコーヒー店「珈琲倶楽部」をオープンさせた。客の目の前でコーヒー豆を煎りたいと考え、小型の焙煎機を開発して1998年（平成10年）に特許を取得している。
1990年代半ばから、希望者に焙煎機を貸し出してコーヒー店経営のノウハウを提供し、加盟店として運営を任せるフランチャイズ事業を展開。新潟市を中心に宮城県や大阪府など約30店舗までチェーンが拡大した。
2012年（平成24年）に、群馬県みなかみ町の法師温泉を度々訪れていたことをきっかけに月夜野店を開店（現在は創業者の長女が経営）。2020年（令和2年）に後進に道を譲ることを決め、月夜野店以外を譲渡した。

## 店舗
2024年3月現在

### 直営店
- 新潟市 - 新和本店、亀田店
- 新発田市 - チャチャニー店、イクネス新発田店

### フランチャイズチェーン店
- 新潟市中央区 - 天神尾店、白山浦店、東大通店、県庁店、弁天橋通店
- 新潟市東区 - シダーハウス、東区役所店、藤見店、石山店、はなみずき店
- 新潟市西区 - 新大前店
- 新潟市北区 - 豊栄店、つくし野店
- 新潟市江南区 - 横越店
- 新潟市秋葉区 - 新津店
- 新発田市 - 新発田店
- 燕市 - つばめや
- 宮城県 - 仙台Raizo
- 大阪府 - Ami

## その他
- 「珈琲倶楽部 県庁前店」は、新旧aibo4体を店内で放し飼いにしている店として新潟日報に紹介されたことがあり[6]、aiboを連れての入店が可能であった[7]。
- 「珈琲倶楽部 月夜野店」と「珈琲倶楽部 沼田店」は、創業者の家族が経営しており、新潟の珈琲倶楽部からは独立した店舗になっている[4]。